# Тигран Чухаџијан
Тигран Чухаџијан ( јерм. Տիգրան Գեւորգի Չուխաճեան; Константинопољ, 1837 — Измир, 11 март 1898) био је јерменски композитор, диригент, пијаниста, музичка и јавна личност, учитељ , оснивач јерменске оперске уметности , јерменски музички позориште  који је основао професионално музичко позориште. Аутор је прве опере и оперете у музичкој историји Истока и оснивач је музичког театра на Блиском истоку.

## Биографија
Рођен у округу Пера, у Цариграду, у породици дворског часовничара. Његов отац, Геворг, био је љубитељ уметности и на сваки начин је подржавао свог талентованог сина у његовој жељи да добије музичко образовање. Већ у доби од 15-16 година, млади Чухаџијан привукао је пажњу музичке заједнице својим извођењем клавирских композиција. Композитор Габријел Јерањан је допринео даљем развоју његових музичких способности. Професионално музичко усавршавање почело је под руководством италијанског пијанисте Ц. Манзонија , од којег је Чухаџијан неколико година узимао часове клавира и теорије музике. По савету овог другог отишао је у Италију да унапреди своје образовање – од 1861. до 1864. студирао је у Милану. Тако је Чухаџијан постао један од првих јерменских композитора који је добио високо музичко образовање у Европи. Неко време након повратка из Италије, композитор се оженио певачицом Аником Абазјан. Од овог периода па надаље бавио се и наставом.
Шездесетих година 18. века почео је да се бори заједно са другим водећим представницима јерменског становништва Турске за развој њихове националне културе, на челу прогресивно настројених јерменских музичара који су промовисали напредну европску музичку културу, облике организовања музичког образовања, као и музички и друштвени живот. Учествовао је у организовању јерменских музичких друштава, посебно је сарађивао са музичком организацијом Јерменска Лира  – првом те врсте у музичкој историји Блиског истока , а заједно са Габријелом Јерањаном учествовао је у организацији музичког часописа „ Јерменска лира “. Активно је учествовао у организовању јавних концерата, држао предавања  и руководио јерменским оркестром цариградског округа Хасгју.
Године 1872. Чухаџијан је постао оснивач јерменског музичког позоришта. Године 1877. постао је шеф музичке позоришне трупе. Организовао је „Отоманско оперско позориште“, које је касније названо „Јерменска турска оперета трупа“. Сарађивао је са музичким позориштем „Гусанергакан“, али је посебно плодна била његова сарадња са позориштем „ Аревељан Татрон “ (Источни театар) Хакоба Вардојана, где је био неколико година музички директор. Од 1891 до 1892. композитор је посетио Париз, где су постављене његове оперете. Француска штампа га је назвала „источним Офенбахом “.
Године 1896. због појачаних антијерменских репресија , Чухаџијан се са породицом преселио из главног града у Измир. Умро је од рака убрзо након тога у 61. години. Због изненадне болести и смрти композитора, његово последње музичко и позоришно дело остаје недовршено. Последњих година живота живео је у сиромаштву. Чухаџијанову сахрану организовало је „Друштво за невољнике“. Јерменске новине Мшак су с горчином писали о његовој смрти: „Смрт у сиромаштву и славна сахрана“.
Поводом потписивања Санстефанског споразума Чухаџијану је цар целе Русије Александар II одликовао Орденом Светог Станислава.
Сахрањен је на јерменском гробљу у Измиру. Две године након композиторове смрти, његов ученик А. Синањан је подигао његову мермерну бисту изнад Чухаџијановог гроба.

## Стварање
Веома надарен композитор, Чухаџијан је шетао улицама града, слушајући и бележећи фрагменте мелодија и ритмичких мотива које је користио у својим делима. На формирање његовог музичког стила значајно је утицала школа италијанске опере и француске оперете. Године 1868. Чухаџијан је написао оперу „Аршак II” – прву јерменску националну оперу.
Аутор је и музичке драме „Алексиназ” из историје Српско-турског рата. Према речима музичког критичара П. Хертелендија, Чухаџијан је првенствено био композитор белканта. Његови музички утицаји осцилирају између Белинија и Бородина, постајући прави спој Истока и Запада. Композитор се углавном концентрише на дуете и арије, ретко износећи детаље драматичних тренутака.
Према ауторима Кратке историје опере  и Оксфордског речника опере , као активни присталица ослобођења Јерменије од турског јарма, Чухаџијан је унео дух национализма у своју уметност.

### "Аршак II"
Опера Аршак II је прва јерменска национална опера  и највеће дело Чухаџијана. Композитор је завршио рад на опери 1868. године у Цариграду; аутор двојезичног  (јерменског, италијанског) либрета био је песник и драматург Товмас Терзјан ; опера је објављена 1871. По свом стилу, Терзијанов либрето припада лирско-драмском жанру. Белешка о завршетку опере у Терзијановој књизи на италијанском језику означила је рођење јерменске националне опере.
За живота композитора, дело је извођено само у одломцима. Према „ Позоришној енциклопедији “, поједини бројеви из опере извођени су концертно  у Цариграду (извођени под именом „Олимпија“), Венецији и Паризу. Д. Стивенс је ово приписао патриотском карактеру опере у стварности репресивног отоманског режима. Према другим изворима, крајем 1869. оперу је у Наум театру поставила италијанска трупа. Године 1873. фрагменти из опере су представљени на Светској изложби у Бечу.
Монументални „Аршак II” писан је у традицијама италијанске историјско-романтичне опере прве половине 19. века – Росинија, Белинија и посебно раног Вердија. Чухаџијан је такође суптилно открио херојске и драматичне линије опере. Главни јунаци су краљ Велике Јерменије Аршак II, краљица Олимпија, принцеза Парандзем, принц Гнел, Тирит и други. Заплет из историје Јерменије заснован је на подацима древних јерменских историчара Мосеса Хоренација и Фастоса Бузанда. Радња се одвија 365-367. године у Армавиру у доба сложених односа између Велике Јерменије, Персије и Рима . Музичка и књижевна идеја опере такође одражава тежње јерменског народа 19. века за национално и социјално ослобођење. По свом жанру, Арсхак II припада европској „ великој опери “, која користи велики симфонијски оркестар, хорски и дувачки ансамбл и обимне сцене публике.
Након Чухаџијанове смрти, његове оригиналне рукописе је 1920-их послала у Јерменију његова удовица А. Абазиан. Открио их је музиколог Г.Тигранов 1942. године , након чега почиње други живот овог дела. Опера је у целини представљена широј јавности 17. новембра 1945.  За нову представу, либрето опере је ревидирао А. Гулакјан, а диригент је био М. Тавризјан . „Аршак II“ је постављен у Напуљу, Бечу и другим градовима широм света. Године 1956. опера је постављена у Бољшој театру у Москви. Године 2001. Аршак II је испоручен у САД.

### "Земире"
„Земире“ је Чухаџијанова последња велика опера, написана 1890. Аутор либрета је Тигран Келамџијан. Опера се састоји од четири чина. Радња је заснована на арапској бајци. Првобитни назив је био "Ебудиа е Земире".
Оперу су у Цариграду поставиле француске и италијанске трупе. Земире је први пут у целини представљен 12. априла 1891. у француском позоришту Конкордија.  Неколико година касније, Томасо Францини је направио италијански превод за европску премијеру опере. Постоје докази о продукцији опере коју је извела италијанска позоришна дружина у француском French Palais de Crystal Theater 1894. Томаса Францинија. Према писању тадашње цариградске штампе, планирано је и да се рад изведе у Бечу, а затим у Паризу, али ти планови остају неостварени. Упркос успеху „Земире”, аутору не доноси материјално благостање.
Опера-ферије садржи елементе комедије и припада жанру семсерије, односно „полуозбиљне“. "Земире" је дирљива љубавна прича са фантастичном радњом, која укључује и такве ликове као што су мистична створења и свемоћни Велики чаробњак. Главни јунаци: Земире (кћи поглавице племена Бенезар), Ебудија (Велики чаробњак), Елсантур (син поглавице племена Ебулган) и други. Године 1965. Борис Сакилари је покушао да постави дело у Јеревану. Забележени су и појединачни фрагменти опере.  Године 2008. Земире је испоручен у САД. Ова представа је била прва продукција опере у пуном обиму после више од једног века.

### "Индијана"
Најмање познато Чухаџијаново оперско дело, написано је, према различитим мишљењима, 1897. или у другој половини 1870-их. Либрето Џозефа Јазичијана , написано на основу истоименог дела Абујулхака Хамида. По свом жанру, „Индијана” је патриотска опера  и, према музикологу А. Асатријану, једно од најбољих композиторових дела. Рукописи опере чувају се у Чухаџијанском архиву јереванског музеја књижевности и уметности. Оперу су такође проучавали музиколози Г. Степањан  и М. Мурадјан.

### Остали радови
Чухаџијан је аутор низа музичких дела за позоришне представе и представе. Његове композиције, националне по теми и музичком језику, прожете су патриотизмом. Његова најпознатија музичка дела су за представе „Ружа и љиљан” П. Дуријана, „Ара лепа, или Љубав и отаџбина” Т. Галемчјана, „Сандухт” Т. Терзијана, „Трдат Велики и Гргур Просветитељ” С. Тхљана. У овом периоду његовог стваралаштва посебно се истиче музика за представу „Вардан Мамикоњан – Спаситељ отаџбине” (1867) Р. Сефечјана, чије се извођење претворило у политички митинг против режима који је постојао у Османском царству. Према Е. Барвартово дело „Ми смо синови јерменске нације“ такође је било протест против турске владавине  . Његова „Позоришна песма“ добија смисао и вредност манифеста јерменског позоришта . Чухаџијанје такође аутор романсе „Пролеће”  (по речима М. Пешикташљана ), једне од првих у јерменској класичној музици, и „Зејтунског марша”, који је постао химна народноослободилачке борбе. Према речима А. Асатријана, ово дело је А. Хачатурјан представио као верзију химне Јерменске ССР. Тема народноослободилачке борбе заузимала је значајно место у стваралаштву композитора. 
Аутор „ Реквијема “ у знак сећања на цариградског јерменског патријарха Нерсес Варжапетјан. Поред тога, написао је комичну оперу „Зејбеглер“, чији су рукописи, међутим, сада изгубљени.
Међу његовим симфонијским и клавирским делима најпознатија су „ Гавота “ (за виолину, виолончело, клавир и хармонијум), „Четири фуге“ (за гудачки оркестар и квартет)  „Аве Марија“ (клавир)  итд. Његова клавирска дела су објављивана већ 1870-их и 1880-их. Најпознатија токата, „Cascade de Couz“, објављена је у Цариграду 1887. године.

#### Кратак списак неких клавирских и симфонијских дела
- „Вечни покрет“
- „Перпетуум мобиле“
- "Cascade de couz"
- "Илузија (валсе)"
- "Apres la gavotte"
- „Deux Fantaisies orientales“
- "Оријентална лира"
- "Лаура"
- "Rapelle-toi"
- "Романсе"

### Филмске адаптације дела
Од дела Тиграна Чухаџијана, „Леблебиџи“ су први снимили 1916. године пољски редитељ јеврејског порекла Зигмунт Вајнберг и Фуат Узкинај. Овај филм је постао једно од првих дела у историји турске кинематографије. Године 1923. филм према Продавцу грашка снимио је Мухсин бег Ертугрул. Исти редитељ је 1934. године направио нову филмску адаптацију Леблебиџија, а филм је добио другу награду на Венецијанском филмском фестивалу.
Прва екранизација композиторових дела у Јерменији изведена је 1954. године стварањем музичког филма „Концерт јерменског филма“. Уз опере „Алмаст“, „ Ануш “, и балет „ Гајане “, први пут су снимљени одломци из опере „Аршак II“  .
Године 1967. редитељ Арман Манаријан направио је прву екранизацију оперете „Леблебиџи” у Јерменији под новим насловом „ Карине ”. Вокалне делове главних ликова извели су Гоар Гаспарјан и Тигран Левоњан. Филм обилује националним колоритом Цариградских Јермена и представљен је као весела и живахна комедија-буфонда. Године 1970. филм је синхронизован на руски језик у филмском студију Мосфилм.
Године 1988, по налогу Централне телевизијске и радио-дифузне компаније СССР-а, Тигран Левоњан је направио екранизацију опере „Аршак II“ (2 епизоде).

## Допринос култури
Након смрти Тиграна Чухаџијана, многи његови рукописи и партитуре су расути по разним земљама света. Залагањем јереванског Музеја књижевности и уметности, као и Института уметности Академије наука Јерменије, ови вредни рукописи су сакупљени у Јерменији.
Чухаџијан се борио за развој националне културе , заједно са Комитасом, Спендијаровим, Хачатурјаном, препознат је као једна од најистакнутијих личности јерменске музике. Као један од највећих јерменских композитора 19. века  и највећи композитор епохе међу западним Јерменима  решио је један од најважнијих стваралачких проблема свог времена – стварање националне опере  и такође је одиграо прогресивну улогу у стварању јерменске националне музичке школе. Његова оперска дела одиграла су важну улогу у историји развоја музике широм Истока, а посебно јерменске класичне музике. Опера Аршак II означила је почетак професионалне оперске уметности како у јерменској музици тако и широм Блиског истока. Тигран Чухаџијан је оснивач јерменског музичког театра, а уједно и творац музичког театра у Османској Турској и на Блиском истоку у целини. Чухаџијан је дао значајан допринос развоју оперске традиције у Турској.
У Јерменији су по њему назване улице и музичке школе, подигнути су споменици. У Француској постоји „Истраживачки центар Тигран Чухаџијан“ ( фр. Centre de Recherches Dikran Tchouhadjian ), који се бави популаризацијом композиторовог дела у Европи. Непрофитна образовна организација „Институт за историјску правду и помирење“ је 2014. године произвела кратки документарни филм „Трагом Чухаџијана“ посвећен композитору.